# أبحاث المعارضة

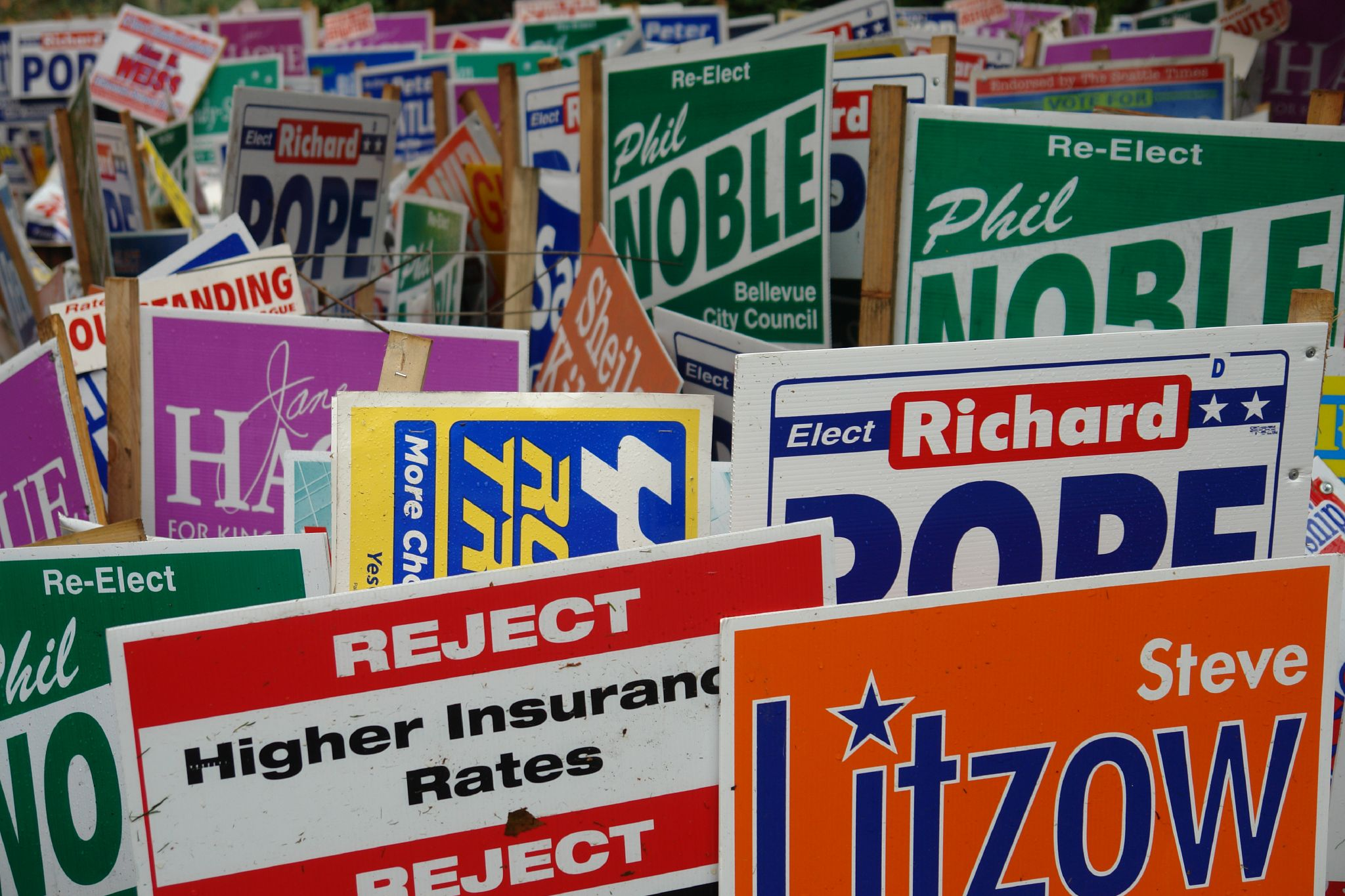
لوحات الحملات

أبحاث المعارضة في السياسة (أو ما يسمى أيضًا بأبحاث المنافس)، هي ممارسة جمع المعلومات عن معارض سياسي أو خصم آخر بهدف استخدامها ضده لتشويه سمعته أو إضعافه. يمكن أن تشمل هذه المعلومات تاريخ الشخص أو سيرته الذاتية أو أنشطته القانونية أو الجنائية أو الطبية أو التعليمية أو المالية، إلى جانب التغطية الإعلامية السابقة أو سجل التصويت لأحد السياسيين. يمكن أن تتضمن أبحاث المعارضة أيضًا استخدام «متعقبين» لمتابعة شخص وتسجيل أنشطته أو خطبه السياسية.
يُجرى البحث عادة في الفترة الزمنية الفاصلة بين إعلان النية بالترشيح والانتخابات الفعلية، وفي جميع الأحوال تحتفظ الأبحاث السياسية بقواعد بيانات طويلة الأجل يمكنها تغطية عدة عقود. تعد هذه الممارسة مناورة تكتيكية ومقياسًا لتوفير التكاليف في الوقت نفسه. يستخدم المصطلح في كثير من الأحيان ليس فقط للإشارة إلى جمع المعلومات، بل إلى كيفية استخدامها أيضًا، باعتبارها عنصرًا من عناصر الحملات السلبية.

## الأصول والتاريخ
يُقال إن شيشرون قد جمع المعلومات التي أضرت بالمعارضين في القرن الأول قبل الميلاد، واستخدمها في الهجمات التي شُنت ضدهم. اتهم أيضًا أحد المعارضين السياسيين الذي يُدعى كاتيلين بقتل زوجته بهدف الزواج من أخرى. هاجم مارك أنطوني في خطابات عُرفت باسم الفيليبيات، ما دفع أطوني في نهاية الأمر، إلى قطع رأسه ويده اليمنى وعرضها في المنتدى الروماني.
يعود أصل أبحاث المعارضة إلى التخطيط العسكري، كما يتضح من النصوص القديمة مثل «فن الحرب»، الذي نشره سون تزو في القرن الخامس قبل الميلاد. يصف هذا الدليل للمحاربين ضرورة فهم نقاط ضعف أحد المعارضين واستخدام الجواسيس واستغلال لحظات الضعف لضربهم.
جاءت أبحاث المعارضة في إنجلترا خلال القرن الثامن عشر، على هيئة نشرة فضائح متأججة بين حزب الأحرار البريطاني وحزب المحافظين. شارك العديد من الكتاب أمثال دانييل ديفو وجوناثان سويفت وهنري فيلدنغ كتاباتهم تحت أسماء مستعارة. تكرر هذا التقليد من الهجوم القوي في وقت لاحق في المستعمرات الأميركية، عندما أجرى كتاب مثل توماس بين وبنجامين فرانكلين أبحاثًا معارضة ونشروا نتائجها.
ظهرت عبارة «بحث المعارضة» لأول مرة في صحيفة نيويورك تايمز في 17 ديسمبر من عام 1971، في مقال يصف تسلل متطوعة من الحزب الجمهوري إلى حملة إدموند موسكي الرئاسية: «...ظهر مقال في صحيفة واشنطن يصف برنامج [أبحاث المعارضة] في المقر الجمهوري...».
أصبح بحث المعارضة منظمًا في السبعينيات، عندما اقترح كين خاشيجيان وهو كاتب الخطابات في إدارة نيكسون، أن يحتفظ الحزب الجمهوري بملفات عن الأفراد باعتبارها تأمينًا ضد السباقات المستقبلية، بدلًا من «التدافع» بصورة عشوائية سباقًا تلو الآخر.

## الأساليب
تختلف أبحاث المعارضة اختلافًا هائلًا بالاعتماد على حجم الحملة وتمويلها وأخلاقيات المرشح والعصر الذي تُدار فيه الحملة الانتخابية. يُصنف جمع المعلومات ضمن ثلاث فئات رئيسية هي: البحث مفتوح المصدر الذي سمح به قانون حرية المعلومات والعمليات السرية أو «الحرف» وصيانة النظم البشرية للمخبرين. يتزايد الاستخدام لاستخراج البيانات من السجلات الإلكترونية، وتُخزن بعدها المعلومات بغرض استخدامها في المستقبل ونشرها بطرق متنوعة. يكون للانتخابات المحلية في بعض الأحيان موظف مكرس لقراءة جميع البيانات العامة للمعارضين وسجلات التصويت الخاصة بهم، ويُباشر آخرون حملات الهمس التي تستخدم تقنيات التضليل أو «العمليات السوداء»، بهدف تضليل الجمهور عمدًا من خلال تقديم «سرد» محدد مسبقًا يعرض الخصم في ضوء سلبي.
يوجد أسلوب آخر هو التسلل إلى عمليات المعارضة لوضع مُخبر مدفوع الأجر فيها. تُستخدم تقنيات «الدعاية الرمادية» في تسريب معلومات ضارة إلى وسائل الإعلام الإخبارية دون تحديد مصدرها على النحو الصحيح، وهي تقنية موروثة من أساليب التضليل الإعلامي التي تستخدمها وكالات الاستخبارات مثل مكتب الخدمات الاستراتيجية أثناء الحرب العالمية الثانية.
يعد تبادل الملفات بين نشطاء الأحزاب السياسية أمرًا شائعًا للغاية. نُشر في الانتخابات الرئاسية لعام 2008 ملف بحث للمعارضة ضد سارة بالين وهي المرشحة الجمهورية لمنصب نائب الرئيس، على موقع المدونة السياسية بوليتيكو. جُمع الملف من قبل موظفين لخصمها توني نولز، في سباق حاكم ولاية ألاسكا في عام 2006.
تستخدم الحملات السياسية «مقالب المعارضة» لتسريب المعلومات الضارة بشكل منتظم إلى الصحافة، بما في ذلك المسائل المتعلقة بالسجل العام ومقاطع الفيديو من أرشيفات الأحزاب والمجموعات الخاصة، فضلًا عن الاستخبارات الخاصة التي يجمعها العلماء. تعتمد الكثير من التعليقات الإخبارية التلفزيونية والإذاعية التي تُعرض في وقت الذروة على هذا الإمداد من المواد التي تقدمها الأحزاب باعتبارها مجانية، وبالتالي فهي تعتبر طريقة أكثر فعالية من حيث التكلفة من الدفع لمراسلي التحقيقات.
يختار المرشحون والموظفون الحاليون المستفيدون من أبحاث المعارضة في غالب الأحيان أن يظلوا غير مطلعين على عمليات وتكتيكات حملتهم، لضمان الإنكار المقبول في حالة توجيه تهم جنائية ضد الباحثين.

### «المتعقبون» وتصوير الفيديو
يُعتبر وضع المعلومات أو الموظفين داخل وسائل الإعلام أحد الأساليب الأخرى المتبعة، وغالبًا ما تكون المعلومات عبارة عن مقاطع فيديو تُجمع بواسطة «برامج تعقب» تمولها الحملة، ويستخدم مصورو الفيديو مسارات المرشحين لتتبعهم وتسجيل أكبر عدد ممكن من الملاحظات، إذ يمكن استخدام أي شيء يقوله هؤلاء المرشحون ضدهم، كما جرى مع السيناتور جورج ألين في «لحظة المكاكا»، وهو عضو مجلس الشيوخ عن ولاية فرجينيا الذي عُزل في دورة انتخابات عام 2006، بسبب شريط فيديو كان قد صُور له وهو يصف مصور الفيديو (باحث معارض) بأنه «مكاكا» أو قرد. اعتُبر الاسم بمثابة سباب عرقي، ولم تتمكن حملة ألين من التغلب على الضرر عندما انتشرت الحادثة على نطاق واسع في وسائل الإعلام الرئيسية وعلى الإنترنت.

### أبحاث المعارضة الشعبية
تشكل أبحاث المعارضة عنصرًا ضروريًا من عناصر الجماعات الناشطة «الشعبية». يمكّن البحث عن المعارضين السياسيين أو الشركات، والجماعات الناشطة من استهداف الأحياء السكنية التي تعتمد عليها لزيادة عددها، بهدف تحسين تركيزها أو «هدفها»، لتحديد نقاط ضعف الهدف أو الكشف عن مصادر تمويل خفية أو اتصالات غير معروفة، من أجل التحقيق في تكتيكات الخوف وزيادة المبادرة التشريعية.
كانت مدونة توكينغ بوينتس ميمو خلال الانتخابات الرئاسية لعام 2008، رائدة في «المشاريع التعاونية لإعداد التقارير عن المواطنين»، بناءً على مجموعات من المتطوعين الذين يفحصون الوثائق العامة التي ألقت الضوء على قضية جدال المحامين الأمريكيين بإدارة الرئيس جورج دبليو بوش. شجعت منظمات أخرى مثل مؤسسة ضوء الشمس على فحص المواطنين لمثل هذه السجلات العامة، مثل بيانات الإفصاح المالي التي أدلى بها ميت رومني وبيانات دخل بيل كلينتون.

### التمويل والمؤسسات
تُجرى أبحاث المعارضة الرئاسية وتلك الخاصة بالكونغرس من قبل حزب سياسي أو جماعات الضغط أو لجنة عمل سياسي أو مجموعة 527 التي تتحد حول قضية معينة أو تمولها. يوظف الحزبان الجمهوري والديمقراطي في الولايات المتحدة الأمريكية «مديري الأبحاث» بدوام كامل ويحتفظون بقواعد البيانات عن المعارضين. جرت في السنوات الأخيرة خصخصة مهمة بحوث المعارضة في مجالات عديدة. حلت الشركات التي تعمل بدوام كامل وتمتلك موظفين دائمين متخصصين في الإنتاج الإعلامي أو العمليات «الشعبية»، محل المتطوعين والمسؤولين عن الحملات الانتخابية. قد يختار مستشارو الإعلام السياسي أيضًا تقنيات الدعاية الشعبية الزائفة التي تحاكي النداء الشعبي واسع النطاق لمنبر المرشح.